# Йохансон, Томас
Томас Йохансон (фин. Thomas Johanson; род. 3 июня 1969) — финский яхтсмен, олимпийский чемпион, в тандеме с Юрки Ярви стал обладателем золотых медалей в классе «49er» на летних олимпийских играх 2000 года в Сиднее.

## Другие результаты
- 1983 — Чемпионат мира в Рио-де-Жанейро — 25-е место.
- 1984 — Чемпионат мира в Кингстоне — 4-е место.
- 1986—1990 — входит в шестёрку лучших в каждой европейской международной парусной регате.
- 1991 — Открытый чемпионат Европы в Эль-Масноу —  Золото.
- 1992 — Открытый чемпионат Европы в Мариестаде, класс «лазер» —  Золото.
- 1993 — Чемпионат мира, класс «лазер» —  Золото.
- 1999 — Чемпионат мира, класс «49er» —  Бронза.